# BSG Stahl Brandebourg
Maillots
Dernière mise à jour : 14 février 2014.
Le BSG Stahl Brandebourg (allemand : Ballspielgemeinschaft Stahl Brandenburg e. V.) est un club allemand de football, basé à Brandebourg-sur-la-Havel. Le club évolue en Landesliga Brandenburg-Nord (D7).

## Histoire
- (de) Cet article est partiellement ou en totalité issu de l’article de Wikipédia en allemand intitulé « BSG Stahl Brandenburg (1998) » (voir la liste des auteurs).

### BSG Stahl Brandebourg (1950-1990)
Le BSG Stahl Brandebourg (Betriebssportgemeinschaft Stahl Brandenburg) est fondé le 20 novembre 1950. Les entreprises de soutien du club sont les aciéries et laminoirs locaux (en). Le club évolue au sein du Championnat de RDA entre 1984 et 1991. Il se qualifie en 1986 pour la Coupe UEFA 1986-1987, dans laquelle il atteint le deuxième tour, au cours duquel il est défait par l'IFK Göteborg, qui remportera la coupe. Ils atteignent également lors de cette saison la demi-finale de la FDGB-Pokal.

### BSV Stahl Brandebourg (1990-1993) puis BSV Brandebourg (1993-1998)
En 1990, après la réunification allemande, la gestion du club est transférée au SG Stahl Brandebourg. À l'été 1990, les sections handball et football partent du SG Stahl et fondent le BSV Stahl Brandebourg. Sous ce nom, le club brandebourgeois se qualifie pour la 2. Bundesliga 1991-1992 lors de la dernière saison du championnat est-allemand. Le club est cependant rapidement relégué de la 2e division à la fin de la saison.
En janvier 1993, le club retire le mot Stahl de son nom, après que l'aciérie, en cours de dissolution, se soit retirée en tant qu'entreprise de soutien. Le logo du clup est ainsi lourdement altéré. Le nouveau logo du club est ainsi basé sur les armoiries à double bouclier de la ville de Brandebourg-sur-la-Havel. De plus, les couleurs du clup sont adaptées aux couleurs de la ville (bleu, blanc et vert). Au cours de la saison 1994-1995, le club prend part à la nouvellement créée Regionalliga, et en est immédiatement reléguée. Un an plus tard, le club subit une nouvelle relégation en Verbandsliga, soit la 5e division, après avoir échoué à se maintenir en Oberliga.

### Refondation en tant que FC Stahl Brandebourg (1998-2022), puis retour au nom historique (2022-)

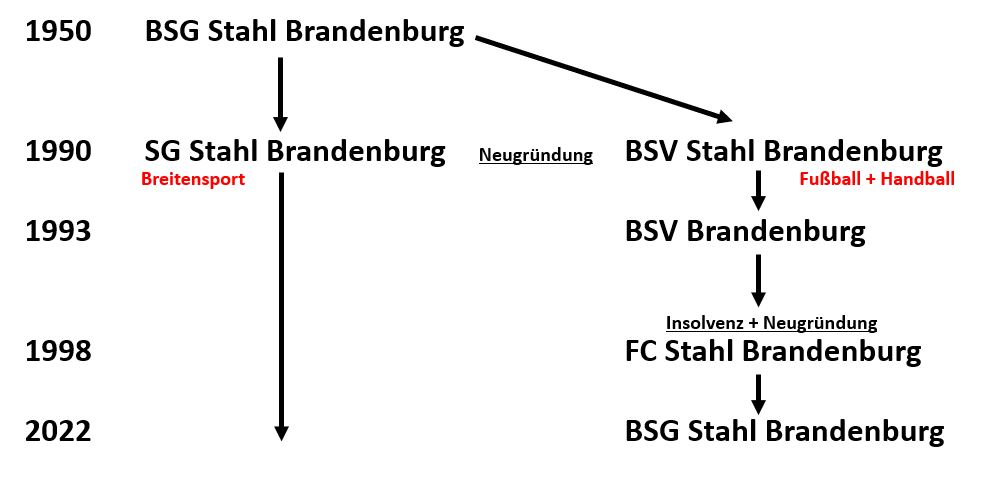
Genèse du BSG Stahl Brandebourg de 1950 à 2022

En 1998, le BSV Brandebourg, en faillite, est dissous. Entre-temps, le FC Stahl Brandebourg est fondé, se considérant le successeur direct du BSV. Dès lors, le club adopte une version stylisée de l'ancien logo du BSG et du BSV Stahl Brandeboourg. Le club reprend le bleu et le blanc comme couleurs officielles.
Au printemps 2022, le club change de nom, et reprend le nom historique de BSG Stahl Brandebourg le 1er juillet 2022, avec une nuance sur la signification de l'abréviation BSG, voulant dorénavant dire Ballspielgemeinschaft (communauté de jeux de balle) et non Betriebssportgemeinschaft (communauté de sport d'entreprise), comme à l'époque de la RDA.

### Historique des logos

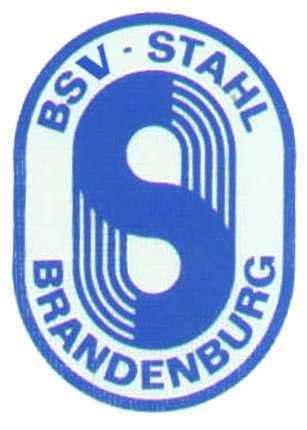

## Stade
Le stade dans lequel évolue le club est le Stadion am Quenz, aussi connu sous le nom de Stahlstadion. Le nom du stade dérive du lac avoisinant (Quenzsee (en)). Le stade peut accueillir jusqu'à 15 500 spectateurs.